# Avinguda Andrássy
L'avinguda Andrássy (en hongarès Andrássy út) és un bulevard emblemàtic de Budapest, a Hongria, que es remunta a l'any 1872. És inscrita a la llista del Patrimoni de la Humanitat de la UNESCO des del 2002.
L'avinguda Andrássy uneix l'Erzsébet tér ('plaça d'Elisabet') amb el Városliget ('Parc de la Ciutat'). És flanquejada per cases i palaus neorenaixentistes eclèctics amb boniques façanes, escales i interiors. Rep el nom del primer ministre hongarès de l'època, Gyula Andrássy.
Al subsol hi circula el Metropolità del Mil·lenni, el primer metro del continent europeu (i segon d'Europa després del de Londres). Al número 20 s'hi troba l'Òpera Nacional hongaresa
Al final de l'avinguda es troba la monumental Plaça dels Herois, presidida pel Monument del Mil·lenni i flanquejada pels edificis del Museu de Belles Arts i la Galeria d'Art (Műcsarnok)
En declarar-la Patrimoni Mundial la UNESCO reconeix que l'Avinguda Andrássy és el símbol del desenvolupament de Budapest com a metròpoli moderna, afegint que des del 1872 l'avinguda va transformar radicalment l'estructura de l'antiga ciutat de Pest, al mateix temps que al seu subsol es construïa el primer ferrocarril metropolità del continent europeu entre 1893 i 1896. Així mateix, la UNESCO reconeix l'alta qualitat arquitectònica del conjunt format per l'Avinguda i el seu entorn (incloent la Plaça dels Herois i el Parc de la Ciutat) i com el seu planejament urbanístic reflecteix tendències que es van generalitzar durant la segona meitat del segle xix.